# Chlum-Korouhvice
Chlum-Korouhvice é uma comuna checa localizada na região de Vysočina, distrito de Žďár nad Sázavou.